# Geißhorn
Das Geißhorn (auch Walser Geißhorn) ist ein 2366 m ü. NHN hoher Berg in den Allgäuer Alpen auf der deutsch-österreichischen Grenze.

## Geografische Lage
Über das Geißhorn verläuft die Grenze zwischen Bayern (Deutschland) im Osten und Vorarlberg (Österreich) im Westen. Südöstlich des Kleinen Walsertals liegt es etwa 15,5 km südwestlich von Oberstdorf, knapp 3,5 km nördlich von Warth und rund 4 km nordöstlich des Hochtannbergpasses. Nach Osten fällt die Landschaft in das Tal des kleinen Haldenwanger Bach ab, der über den Rappenalpenbach in die Stillach mündet, und nach Nordwesten fällt sie in jenes des kleinen Gemstelbach ab, der in die Breitach fließt.
Nördlich des Geißhorns befindet sich der Liechelkopf (2384 m) und südlich der Haldenwanger Kopf (2002 m) mit dem jenseits davon liegenden Haldenwanger Eck (1930,6 m); sie alle sind auch Grenzberge. Westlich erhebt sich in Österreich der Große Widderstein (2533 m) mit dessen Nordausläufer Kleiner Widderstein (2236 m).
Die Schartenhöhe des Geißhorns beträgt 178 Meter, seine Dominanz 1000 Meter, wobei jeweils der Liechelkopf Referenzberg ist.

## Besteigung
Der Gipfel ist von Osten von der Mindelheimer Hütte über den Südgrat auf markiertem Weg ersteigbar. Der Sattel unter dem Südgrat kann aber auch aus dem Norden von Bödmen durch das Gemstelbachtal erreicht werden.

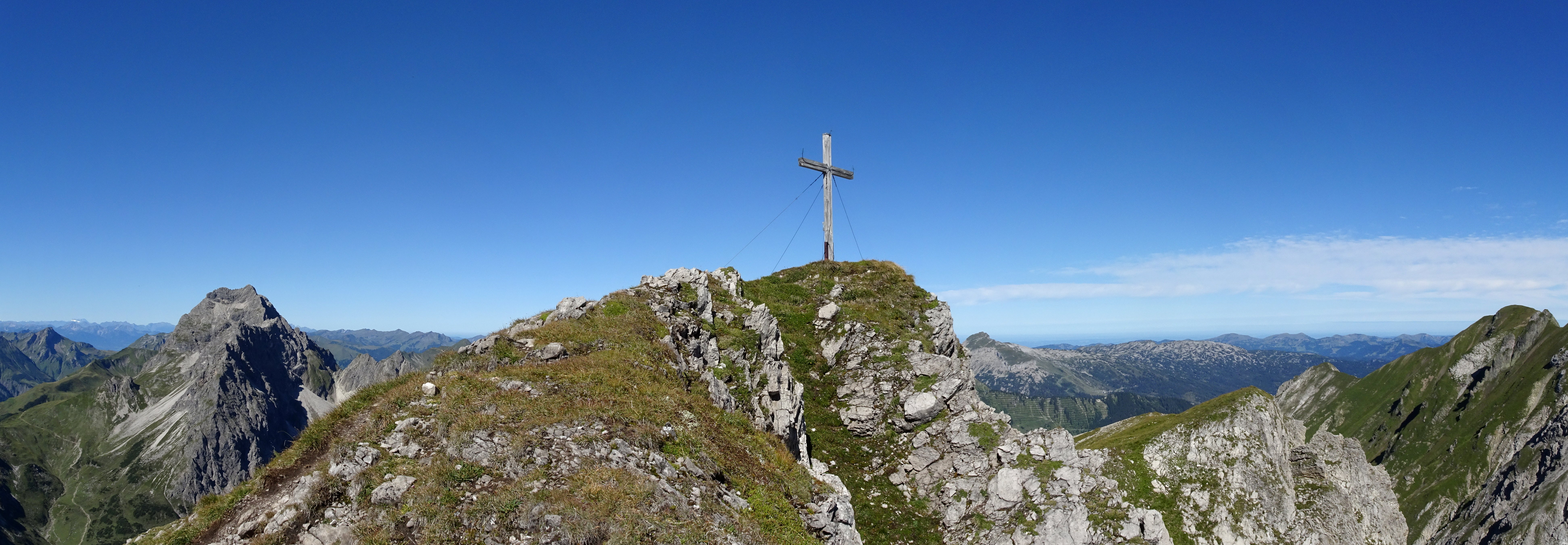
Gipfelkreuz